# Campeche (Florianópolis)

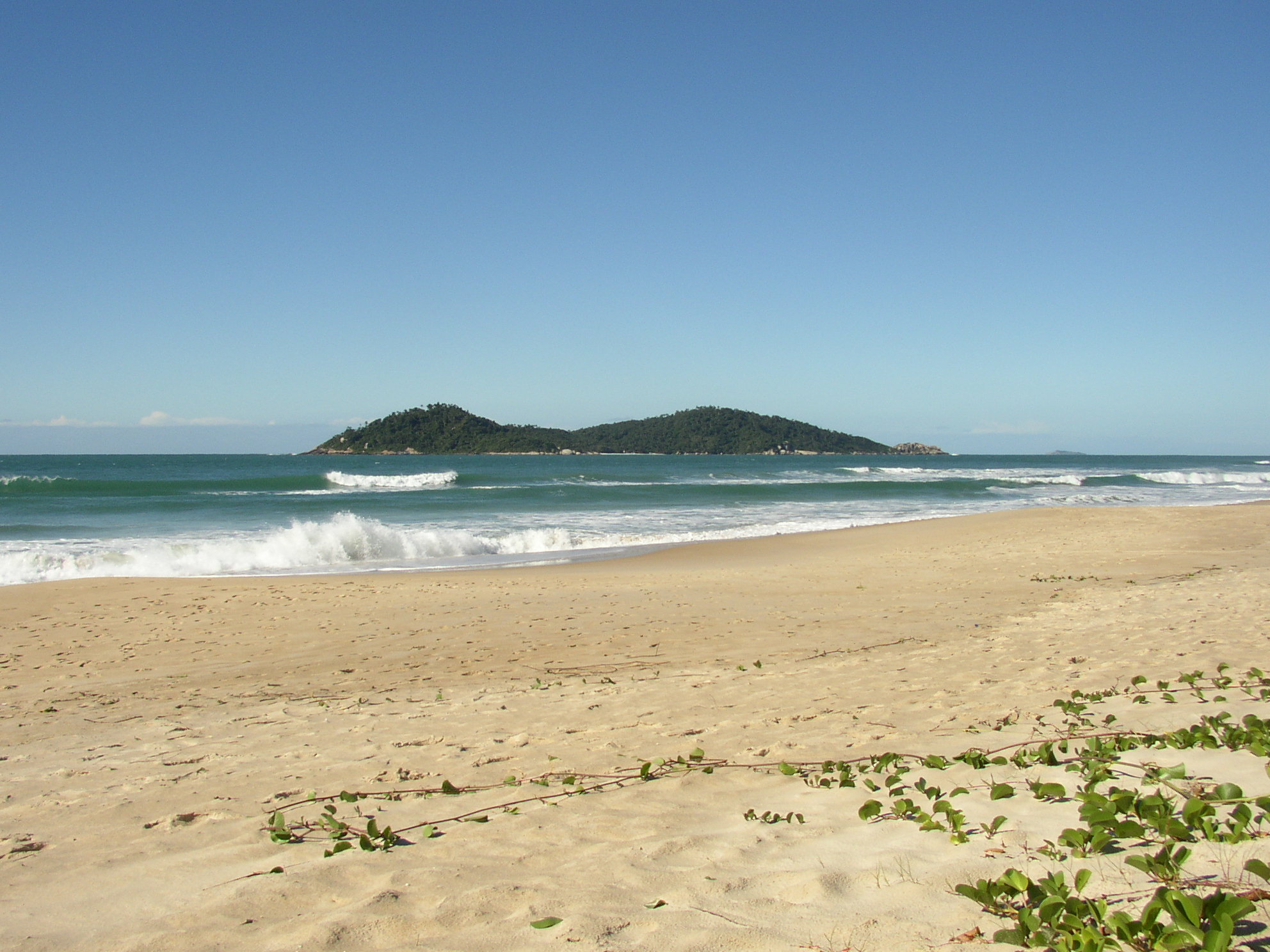
Vista de Campeche

Campeche es un barrio y distrito de clase media alta del municipio brasileño de Florianópolis, capital del estado de Santa Catarina. El distrito, antiguamente llamado de Vila del Pontal, fue desglosado de la Laguna de la Conceição por la Ley nº 4.805/95 el 21 de diciembre de 1995. El área total del distrito es de 35,32 km².
Existen dos versiones para el nombre Campeche.
La primera, más elegante, remite a un visitante ilustre y frecuente de la región, el escritor y aviador francés Antoine de Saint-Exupéry. Durante la década de 20, el correo aéreo francés Société Latécoère instaló en el Campeche un campo de pesca que era utilizado para el reabastecimento de los vuelos entre París y Buenos Aires. El comandante de la ruta, Saint-Exupéry, aprovechaba para descansar e hizo amistad con los habitantes de la región. La leyenda que quedó es que el nombre Campeche proviene del apellido francés que el visitante dio al lugar: Campo de Pesca, o sea, Champ et Pêche. Sin embargo esa versión no confiere, pues en francés campo de pesca sería: domaine de la pêche y campo de pez sería: champ de poissons, como podemos conferir, el nombre tendría poco a ver con esa versión contradictoria inclusive con la antigüedad de esa comunidad de más de 200 años.
La playa del Campeche atrae todos los veranos un gran número de bañistas, aunque la concentración de bañistas extranjeros (sobre todo argentinos) aún predominan en las playas del norte de la Isla, como Canasvieiras. Por ser una playa oceánica, su mar posee mucho oleaje y agua helada, características de varias otras playas oceánicas de Florianópolis.
- Datos: Q678943